# Quianjege
Quianjege (Kianjege) é uma vila do Quénia localizada no antigo distrito e agora condado de Quiriniaga, na antiga província Central.